# Buemarinoa patrizii
Buemarinoa patrizii is een hooiwagen uit de familie Travuniidae. De wetenschappelijke naam van Buemarinoa patrizii gaat terug op Roewer.